# Antonio Hernández (Radsportler, 1951)
Antonio Hernández (* 10. August 1947) ist ein ehemaliger mexikanischer Radrennfahrer und nationaler Meister im Radsport.

## Sportliche Laufbahn
Hernández war im Straßenradsport aktiv und Teilnehmer der Olympischen Sommerspiele 1972 in München. Im olympischen Straßenrennen schied er beim Sieg von Hennie Kuiper aus. Im Mannschaftszeitfahren wurde der mexikanische Vierer mit Agustín Alcántara, Antonio Hernández, Francisco Huerta und Francisco Vázquez 25. des Rennens. 